# Afwateringskanaal Luik
Het Afwateringskanaal Luik (Frans: Dérivation) is een gegraven aftakking van de Maas aangelegd op de rechteroever van de stroom in het stadscentrum van de Belgische stad Luik. Het 3,8 km lange afwateringskanaal werd gegraven in de 19e eeuw van 1853 tot 1863 en maakte van de wijk Outremeuse een eiland.